# Касенеј
Касенеј (фр. Casseneuil) насеље је и општина у југозападној Француској у региону Аквитанија, у департману Лот и Гарона која припада префектури Вилнев сир Лот.
По подацима из 2011. године у општини је живело 2315 становника, а густина насељености је износила 127,97 становника/km². Општина се простире на површини од 18,09 km². Налази се на средњој надморској висини од 52 метара (максималној 204 m, а минималној 38 m).

## Демографија
| 1962. | 1968. | 1975. | 1982. | 1990. | 1999. | 2011. |
| ----- | ----- | ----- | ----- | ----- | ----- | ----- |
| 2.099 | 2.459 | 2.642 | 2.684 | 2.465 | 2.296 | 2.315 |

График промене броја становника у току последњих година